# Space Boulettes
Space Boulettes  est une bande dessinée de Craig Thompson, publiée sous son titre original Space Dumplins par les éditions Graphix en 2015. Elle est traduite en français en 2016 par Isabelle Guillaume, Frédéric Vivien, Laëtitia Vivien et publiée chez Casterman.

## Résumé
Space Boulettes est un récit de science-fiction humoristique qui met en scène la petite Violette et sa famille, dans un univers intergalactique mêlant créatures loufoques et vaisseaux spatiaux. Lorsque son père disparaît au cours d’une mission secrète et dangereuse impliquant des baleines de l’espace, Violette se lance à sa recherche, épaulée par deux compagnons hauts en couleur, et bien décidée à sauver son papa.

## Analyse
Space Boulettes est le premier ouvrage de Craig Thompson destiné à la jeunesse, même si ce n’est pas la première fois qu’il dessine pour des enfants puisqu'il a publié de nombreuses histoires courtes pour des revues, entre 1998 et 2003. Il comporte de nombreuses références à la culture populaire, issues par exemple de son interprétation de Star Wars ou de Moby Dick, à la culture américaine (la station spatiale où travaille la mère de Violette étant calquée sur le modèle des gated communities ou résidences fermées), à la religion, ou encore à sa vie personnelle (Violette  et sa famille sont largement inspirés de proches de l’auteur).
L’ouvrage peut, selon les dires de l’auteur, se lire sur plusieurs niveaux, puisqu’il constitue également une critique subtile du capitalisme et de la société de consommation.

## Réception dans la presse
« D'une certaine façon, c'est avec son œuvre la moins ouvertement adulte que Craig Thompson est définitivement devenu grand. » Le Point
« Space Boulettes se révèle d'une telle richesse narrative et graphique qu'elle en devient universelle », 9e art
« Un rythme échevelé, baigné de blagues, de personnages improbables, aux noms étranges. », Bodoï